# نيكلاس فيدلر
نيكلاس فيدلر (بالألمانية: Niclas Fiedler)‏ هو لاعب كرة قدم ألماني، ولد في 7 مارس 1998 في غيرا في ألمانيا. لعب مع شالكه 04 ب.

## وصلات خارجية
- نيكلاس فيدلر على موقع قاعدة بيانات كرة القدم.إي يو (الإنجليزية)
- نيكلاس فيدلر على موقع Soccerway.com (الإنجليزية)
- نيكلاس فيدلر على موقع عالم كرة القدم.نت (الإنجليزية)